# Gacek brunatny
Gacek brunatny, gacek wielkouch (Plecotus auritus) – gatunek ssaka z podrodziny mroczków (Vespertilioninae) w obrębie rodziny mroczkowatych (Vespertilionidae).

## Taksonomia
Gatunek po raz pierwszy zgodnie z zasadami nazewnictwa binominalnego opisał w 1758 roku szwedzki przyrodnik Karol Linneusz nadając mu nazwę Vespertilio auritus. Holotyp pochodził z Europy (Szwecja). Podgatunek begognae po raz pierwszy zgodnie z zasadami nazewnictwa binominalnego opisał w 1994 roku hiszpański zoolog Oscar de Paz nadając mu nazwę Plecotus auritus begognae. Okaz typowy pochodził z obszaru 7,5 km na północny zachód od Vinuesy, na wysokości 1735 m n.p.m., w prowincji Soria, w Hiszpanii. 
Autorzy Illustrated Checklist of the Mammals of the World rozpoznają dwa podgatunki.

### Etymologia
- Plecotus: gr. πλεκω plekō „owijać, skręcać”; ους ous, ωτος ōtos „ucho”[20].
- auritus: łac. auritus „uszaty, długouchy”, od auris „ucho”[21].
- begognae: „Dedykowane Begoñi del Horno, która pomaga mi i zachęca mnie do badań nad nietoperzami”[14].

## Zasięg występowania
Gacek brunatny występuje w Europie zamieszkując w zależności od podgatunku:
- P. auritus auritus – większość Europy, w tym Wyspy Brytyjskie, północny Półwysep Iberyjski, Sardynia, południowa Skandynawia, południowa Finlandia, Rosja na wschód do Uralu i Kaukazu.
- P. auritus begognae – środkowy i południowo-zachodni Półwysep Iberyjski.

## Morfologia
Długość ciała (bez ogona) 39–46 mm, długość ogona 39–49 mm, długość ucha 29–35 mm, długość tylnej stopy 7–9 mm, długość przedramienia 35,5–42,8 mm; masa ciała 6–9 g. Podgatunek begognae jest nieco większy od podgatunku nominatywnego. Nietoperz mały. Futro na grzbiecie żółtobrązowe lub brązowe, na brzuchu białawe. Błony lotne brązowawe, ucho bardzo duże, długości przedramienia, szerokie. Uszy stykają się, ale nie zrastają u nasady. W czasie spoczynku najczęściej są ukryte pod skrzydłami, a widoczne pozostają jedynie koziołki. Koziołek nożowaty, od połowy zwężony o 1/2, o długości do 18 mm. Błona skrzydłowa przyczepiona u nasady palców stopy. Ostroga sięga do połowy odległości między piętą a ogonem, czasem nieco bliżej. Brak płatka. Koniec ogona wystaje poza błonę ogonową na ok. 3 mm. Wzór zębowy: I {\displaystyle {\tfrac {2}{3}}} C {\displaystyle {\tfrac {1}{1}}} P {\displaystyle {\tfrac {2}{3}}} M {\displaystyle {\tfrac {3}{3}}} = 36. Kariotyp wynosi 2n = 32 i FNa = 50.

## Ekologia

### Siedlisko
Występuje zarówno w lasach, jak i na obszarach zabudowanych. Latem kolonie rozrodcze spotykane są w budynkach (głównie na strychach), w dziuplach drzew oraz skrzynkach dla ptaków i nietoperzy. Kolonie te są niewielkie, liczą od kilku do kilkudziesięciu dorosłych samic. Zimuje w bardzo różnych kryjówkach, najczęściej chłodnych. Dominuje w małych, przydomowych piwnicach, gdzie jest zwykle najliczniejszym gatunkiem nietoperza. Często występuje w chłodnych jaskiniach i fortyfikacjach, rzadziej w studniach. Sporadycznie znajdowano go zimą w dziuplach drzew i na strychach. Jest to gatunek osiadły, sezonowe przeloty nie przekraczają kilkudziesięciu kilometrów. Żyją do 30 lat.

### Pokarm i żerowanie
Żeruje, latając w pobliżu koron drzew i krzewów, często zbierając drobne bezkręgowce z liści czy ścian budynków. Lot ma powolny, ale zwrotny. Na łowy wylatuje późno, nawet godzinę po zachodzie słońca. W skład pokarmu tego gatunku wchodzą głównie motyle nocne (zwłaszcza ćmy z rodziny sówkowatych), jak również muchówki i skorki. Atakując owada, gacek brunatny przerywa echolokację i kieruje się słuchem biernym, nasłuchując wielkimi uszami dźwięki wydawane przez ofiarę, np. trzepoczącą skrzydłami. Pozwala mu to na chwytanie motyli nocnych (zdolnych do słyszenia ultradźwięków), niedostępnych jako pokarm dla innych gatunków nietoperzy z rodziny mroczkowatych. Sygnały echolokacyjne gacków są bardzo słabe (o zasięgu 2-3 metrów) i służą im jedynie do orientacji w przestrzeni, m.in. lokalizacji przeszkód.

## Ochrona
W Polsce jest objęty ścisłą ochroną gatunkową oraz wymagający ochrony czynnej, dodatkowo obowiązuje zakaz fotografowania, filmowania lub obserwacji, mogących powodować płoszenie lub niepokojenie.